# 南港調車場
南港調車場，又稱南港客車場，是臺灣鐵路管理局（下略稱臺鐵或臺鐵局，現改制為臺灣鐵路公司）已廢止的客車調車場，位於台灣臺北市南港區。

## 歷史
南港調車場是臺鐵縱貫線因應鐵路電氣化所興建的客車調車場，1974年10月動工、1977年12月17日啟用。
配合南港專案將南港車站和松山車站地下化，臺鐵西部幹線對號列車整備基地移轉到改建後的七堵調車場。2005年8月3日，西部幹線對號列車的南下起點站和北上終點站，移轉到七堵車站，南港調車場停用。
為活化土地資產，在2013年4月都市計畫變更完成後，臺鐵局設南港調車場都市更新案，辦理招商作業，2014年12月公開評選完成，由國泰人壽、國泰建設、三商美邦人壽、華泰大飯店及國泰商旅共同投資設立，將此區域開發成複合性「南港商業服務中心」。2021年1月21日舉行連續壁開工典禮。

## 設施
南港調車場位於松山車站以東300公尺，佔地12.6公頃，長度達一公里，場內軌道長達16公里。屬機務處管轄。
南港調車場設有電力機車檢修廠設備、洗車台，以及包含台北機務段、台北檢車段、餐旅服務總所等單位的綜合辦公大樓。南港調車場每日可編組六十餘次列車，最高達八十列次。
西部幹線列車仍以台北車站發車時，於南港調車場與台北車站間曾設有一小運轉線，提供迴送列車行駛。
原台鐵南港調車場的基地範圍：東邊靠近昆陽街，西邊靠近東新街，南邊靠近市民大道七段（以前的鐵路），北邊靠近南港路三段。現在是都市計畫建設用地，停車場，新新公園，玉東公園。